# Alcea afghanica
Alcea afghanica är en malvaväxtart som beskrevs av I. Riedl. Alcea afghanica ingår i släktet stockrosor, och familjen malvaväxter. Inga underarter finns listade i Catalogue of Life.